# Berringa
Berringa is een plaats in de Australische deelstaat Victoria en telt 259 inwoners (2006).